# Amastris antica
Amastris antica är en insektsart som beskrevs av Ernst Friedrich Germar. Amastris antica ingår i släktet Amastris och familjen hornstritar. Inga underarter finns listade i Catalogue of Life.